# صعود الرياح
صعود الرياح أو مهب الريح هو فيلم أنمي ياباني وفانتازيا تاريخية، كتبه وأخرجه هاياو ميازاكي. قصة الفيلم مأخوذة من مانجا تحمل نفس العنوان والتي بدورها مأخوذة من قصة قصيرة للكاتب الياباني تاتسو هوري.
ولقد رشح الفيلم لنيل جائزة الأوسكار عن أفضل فيلم رسوم متحركة، ورشح أيضاً لنيل جائزة Golden Globe.
مهب الريح هي سيرة مفترضة لجيرو هوريكوشي، مصمم المقاتلة اليابانية ميتسوبيشي زيرو والتي استخدمت في الحرب العالمية الثانية.

## القصة
تدور أحداث القصّة حول «جيرو هوريكوشي» والذي كان يحلم بالطيران منذ صغره
فبادر بالسعي لتحقيق حلمه مقتدياً بمثله الأعلى، مصمم الطائرات الإيطالي المشهور
«كابروني»، كما يلتقي بفتاة اسمها «ناهوكو» ستغيّر مسار حياته كلياً

## روابط أضافية
- الموقع الرسمي
- صعود الرياح (فيلم) في شبكة أخبار الأنمي
- مهب الريح على موقع IMDb (الإنجليزية)
- مهب الريح على موقع ميتاكريتيك (الإنجليزية)
- مهب الريح على موقع الموسوعة البريطانية (الإنجليزية)
- مهب الريح على موقع روتن توميتوز (الإنجليزية)
- مهب الريح على موقع نتفليكس (الإنجليزية)
- مهب الريح على موقع قاعدة بيانات الأفلام العربية
- مهب الريح على موقع ألو سيني (الفرنسية)
- مهب الريح على موقع Turner Classic Movies (الإنجليزية)
- مهب الريح على موقع أول موفي (الإنجليزية)
- مهب الريح على موقع بوكس أوفيس موجو (الإنجليزية)